# Кривецький Віктор Васильович
Кривецький Віктор Васильович
Кривецький Віктор Васильович (народився 19 березня 1966 р. в с.м.т. Ясіня, Рахівського району, Закарпатської області, Україна) – український вчений у галузі морфології, доктор медичних наук, професор, завідувач кафедри анатомії людини ім. М.Г. Туркевича, Буковинського державного медичного університету, академік НАН вищої освіти України,  член наукового товариства АГЕТ України, член спеціалізованої вченої ради К  76.600.01  у Буковинському державному медичному університеті,  заступник головного редактора часопису Буковинський медичний вісник, голова предметно-методичної комісії з медико-біологічних дисциплін ЗВО Буковинський державний медичний університет, член вченої ради БДМУ.
Життєпис
Випускник Чернівецького медичного інституту 1992 року зі спеціальності «Лікувальна справа», який пройшов етапи асистента (1992-1999 рр.), доцента (2000 – 2009 рр.), професора (2010-2014 рр.), в. о. завідувача (2014-2015 рр.) кафедри анатомії людини імені М.Г. Туркевича.
З 2015 року завідувач кафедри анатомії людини імені М.Г. Туркевича.
В 2020 обраний завідувачем кафедри анатомії людини ім. М.Г. Туркевича Буковинського державного медичного університету.

## Наукові ступені[ред. | ред. код]
Кандидат медичних наук з 1996 року. У 2001 році рішенням Атестаційної колегії МОН України присвоєно вчене звання доцента.
У 2009 році захистив докторську дисертацію на тему «Розвиток та становлення топографії хребтового стовпа в ранньому періоді онтогенезу людини», науковий консультант - професор Бобрик І.І.
У 2011 році рішенням Атестаційної колегії МОН України присвоєно вчене звання професора.
У 2020 році Національна академія наук Вищої освіти України на підставі свого Статуту обрала академіком НАН вищої освіти України, відділення медицини.

## Наукова діяльність
Кривецький Віктор Васильович вивчає вікову морфологію  людини, ембріологію людини та морфологічні передумови виникнення аномалій та вад розвитку органів людини. 
Науковий керівник 5 кандидатських дисертацій з яких 3 – захищено, 2 виконуються. 
Методична діяльність
Голова предметно-методичної комісії з медико-біологічних дисциплін ЗВО «Буковинський державний медичний університет» з 2014 року.
Автор більше 450 наукових праць, 12 навчальних посібників, 15  патентів України на корисну модель, 12 раціоналізаторських пропозицій.

### Наукові ідентифікатори Viktor V. Kryvetskyi (станом на початок 2024 року):[ред. | ред. код]
Bukovinian State Medical University, 58001, Teatralna Sq., 2, Chernivtsi Ukraine; (V.V.K.), 
Scopus Author ID: 57226695230; h-index 3.
ORCID-ID:  http://orcid.org/0000-0002-9902-1113
Google Scholar профіль:  h-індекс 5
ResearcherID: C-8222-2017

## Вибрані наукові праці
1. Пашковський ВМ, Кривецька II, Кривецький ВВ. Лікувально-діагностичні пункції та  блокади в неврології.  Чернівці:БДМА; 2003.  144 с. 
2. Кривецький ВВ, Кривецька II. Анатомія черепних нервів.  Чернівці:БДМУ, 2008.  112 с. 
3. Кривецький ВВ, Кривецька II. Структурно-функціональна організація спинного і головного мозку.  Чернівці:БДМУ; 2011.  224 с. 
4. Кривецький ВВ, Кривецька II. Магніторезонансна томографія в діагностиці та хірургічному лікуванні гриж міжхребцевих дисків.  Український медичний альманах. 2011;14,(1):118-119. 
5. Кривецький ВВ, Кривецька II. Морфометричні особливості каналу хребтового стовпа у плодів та новонароджених людини.  Вісник проблем біології і медицини. 2011; 1,(1):75-81. 
6. Кривецький ВВ, Кривецька II. Спосіб цифрової морфометрії ділянки хребтового стовпа в пренатальному періоді онтогенезу людини.  Український морфологічний альманах.  2011; 8,(1):156-160. 
7. Яким’юк ДІ, Кривецький ВВ, Марчук ФД, Марчук ОФ. Особливості морфогенезу та ембріотопографії ділянки кульшового суглоба в пренатальному періоді онтогенезу людини. Чернівці:Медуніверситет, 2016. 184 с. 
8. Кривецький ВВ, Кривецька II. Структурно-функціональна організація периферійної нервової системи. Чернівці:БДМУ; 2014.  264 с.
9. Кривецький ВВ. Розвиток структур хребтового стовпа в пренатальному періоді онтогенезу людини Вісник проблем біології і медицини.  2017;1(135):287-290.
10. Антонюк ОП, Кривецький ВВ, Марчук ФД, Марчук ОФ. Особливості кровопостачання стравоходу в пренатальному періоді онтогенезу людини. Клінічна анатомія та оперативна хірургія.  2017;16,(59):34-37.
11. Кривецький ВВ, Кривецька II. Структурно-функціональна організація периферійної нервової системи. Чернівці: БДМУ;  2017. 264 с.
12. Kryvetskiy VV, Kavun MP, Popelyuk O-MV. General anatomy of the human muscular system.  Чернівці:БДМУ; 2017. 210 с.
13. Ротар ГП, Кривецький ВВ, Марчук ОФ, Марчук ФД. Ембріогенез серця у зародковому та передплодовому періодах онтогенезу людини. Клінічна анатомія та оперативна хірургія.  2018; 17, (64):50-54.
14. Рябий ЮМ, Кривецький ВВ. Топографія  крижової та куприкової  ділянки  хребта в плодовому періоді пренатального розвитку людини.  Клінічна анатомія та оперативна хірургія. 2020; 19, (1):25-30.
15. Рябий ЮМ,  Нарсія ВІ, Кривецький ВВ. Розвиток крижового та куприкового відділу хребта в пренатальному періоді онтогенезу людини. Буковинський медичний вісник. 2020; 24, (94):70-76.
16. Адамович ОО, Сафонов АС, Кривецький ВВ, Кордіяк ОЙ, Согуйко РР, Пальтов ЄВ, Коцаренко МВ. Порівняльний аналіз змін щільності та мінерального складу кісткової тканини на тлі експериментального цукрового діабету та тривалого опіоїдного впливу. Український радіологічний та онкологічний журнал. 2021;29. (4):39–47. DOI: https://doi.org/10.46879/ukroj.4.2021.39-47
17. Atlas of Human Anatomy, 7th edition Френк Г. Неттер; наукові редактори перекладу Матешук-Вацеба ЛР, Герасимюк ІЄ, Кривецький ВВ, Попадинець ОГ. «Медицина»; 2020. 736с.

## Громадська діяльність
заступник головного редактора часопису Буковинський медичний вісник,
голова предметно-методичної комісії з медико-біологічних дисциплін ЗВО Буковинський державний медичний університет,
член наукового товариства АГЕТ України, член Міжнародної федерації асоціацій анатомів (IFAA).